# Sismo do Peru de 2021
A 28 de novembro de 2021, às 05:52 a.m. (hora local), registou-se um sismo de magnitude 7.5  Mw a este de Santa María de Nieva no departamento de Amazonas, no Peru, a uma profundidade de 131 quilómetros, segundo dados do Instituto Geofísico do Peru. O movimento telúrico sentiu-se em várias regiões do país e em países vizinhos como Equador, Colômbia, Brasil e em várias zonas da Venezuela, como os estados de Lara e Aragua.

## Ambiente tectónico

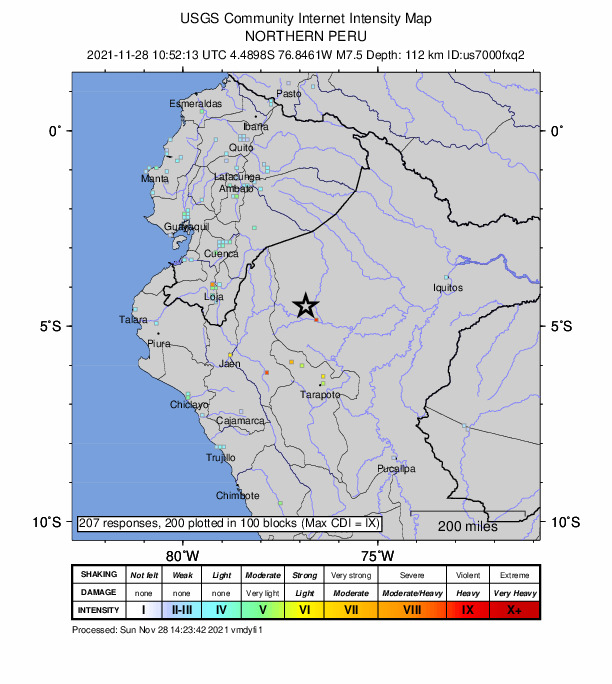
Mapa de intensidade do terramoto de 28 de novembro

No lugar do terramoto, a placa de Nazca move-se para este em relação à placa Sul-Americana a uma velocidade de aproximadamente 70 mm / ano, subduzindo-se na Fossa do Peru-Chile, a oeste da costa peruana e do terramoto de 28 de novembro. Os terramotos no norte de Peru e a maior parte dos que ocorrem no oeste de América do Sul devem-se a tensões geradas pela subducção em curso. Nesta latitude, a placa de Nazca é sismicamente ativa a profundidades de aproximadamente 650 quilómetros. Este terramoto ocorreu num segmento da placa subduzida que frequentemente tem produzido terramotos com profundidades focais de 100 a 150 quilómetros.

## Sismo
O sismo teve magnitudes preliminares de 7,3 a 7,4. No entanto, o Serviço Geológico dos Estados Unidos atualizou-o para 7,5. A profundidade foi de 112,5 km, o que limita as intensidades informadas a VIII (Severo). Apesar disso, o terramoto sentiu-se com força até o norte da Colômbia. O terramoto do Peru de 2019 localizou-se no mesmo departamento, com uma magnitude de 8.0, matando ao menos duas pessoas.

## Impacto

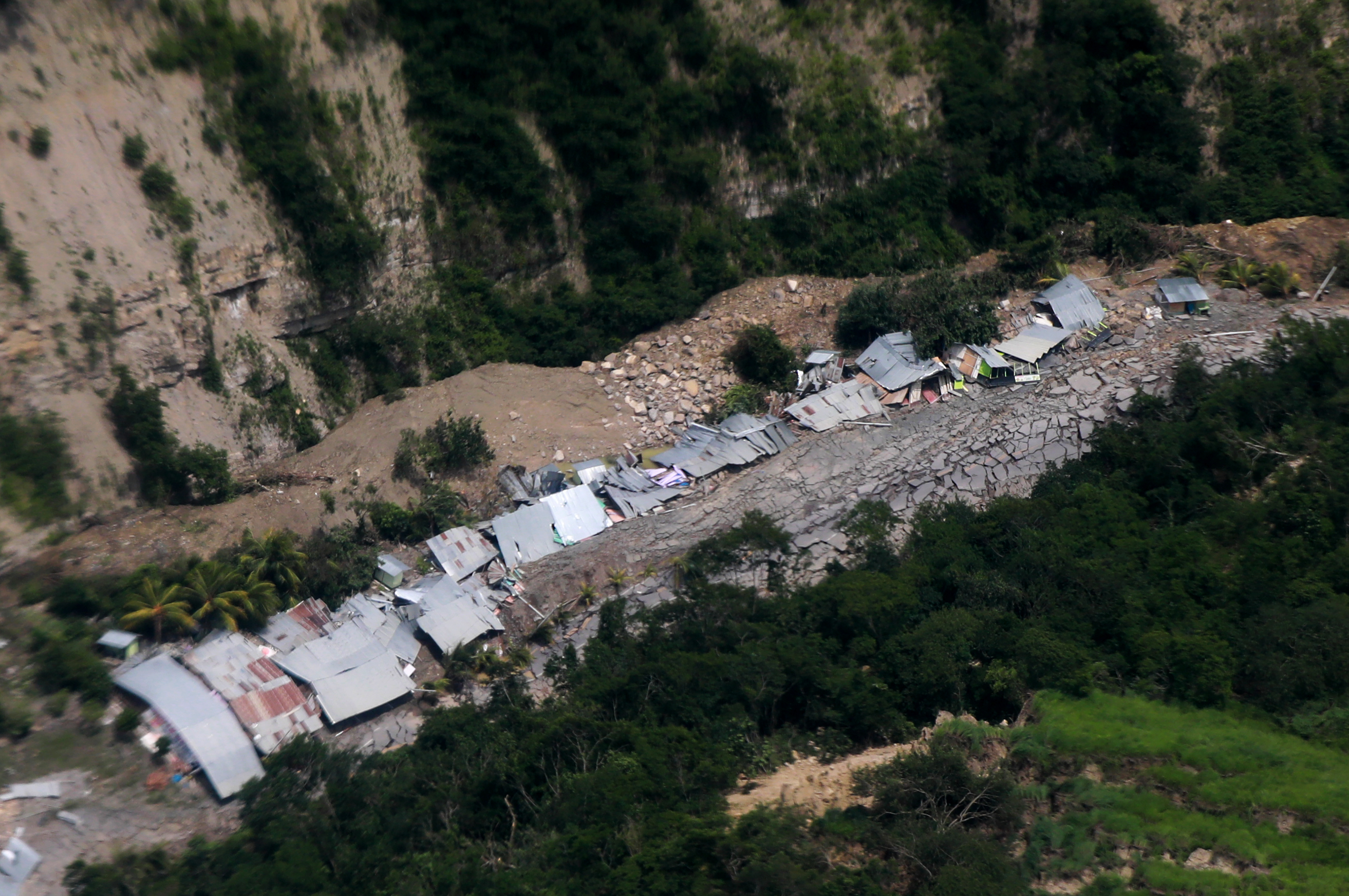
Destruição em Nuevo Aserradero, Amazonas, após o terremoto de 2021 em Loreto, Peru. Uma foto ilustra o impactador do sismo na comunidade.

No distrito de Valera pelo menos trinta residentes viram-se afetados. Outras dez pessoas ficaram sem lar no distrito de Cajaruro. Nas províncias de Alto Amazonas e Chachapoyas, 35 pessoas foram afetadas. Três pessoas ficaram feridas no distrito da Jalca, onde 70% das moradias foram danificadas, segundo o administrador do distrito. Muitas das casas danificadas eram construídas com barro e pedra.
A torre de 14 metros de uma igreja classificada em La Jalca, com quatro séculos de idade, ruiu pouco depois do terramoto, segundo os meios de comunicação locais e relatos de testemunhas. Os meios de comunicação locais mostraram a torre histórica, parte de um complexo do século XVI que se considerava o templo católico mais antigo da região de Amazonas, reduzida a um amontoado de pedras, embora o edifício principal pareça continuar em pé. Vários edifícios, incluindo outra igreja, foram danificados no país vizinho, o Equador.